# Iso Tahkosaari (ö i Kajanaland)
Iso Tahkosaari är en ö i Finland. Den ligger i sjön Rehja och Nuasjärvi och i kommunen Sotkamo i den ekonomiska regionen  Kajana ekonomiska region  och landskapet Kajanaland, i den centrala delen av landet, 500 km norr om huvudstaden Helsingfors. Öns area är 4,1 hektar och dess största längd är 290 meter i nord-sydlig riktning.